# Newbattle Old Bridge
Die Newbattle Old Bridge ist eine ehemalige Straßenbrücke in der schottischen Ortschaft Newbattle in der Council Area Midlothian. 1971 wurde das Bauwerk in die schottischen Denkmallisten in der höchsten Kategorie A aufgenommen. Des Weiteren bildet es mit verschiedenen Gebäuden des nahegelegenen Klosters Newbattle Abbey ein Denkmalensemble der Kategorie A.

## Beschreibung
Die Brücke stammt aus dem 16. Jahrhundert, wurde jedoch im Laufe der Jahrhunderte offensichtlich mehrfach überarbeitet. Durch das Fehlen einer Jahresangabe, kann das Baujahr nicht exakt datiert werden. Der Mauerwerksviadukt aus Sandstein liegt am Ostrand von Newbattle. Er führte einst eine in Nord-Süd-Richtung verlaufende Straße über den South Esk. 1956 wurde die Brücke durch einen wenige Meter westlich befindlichen Neubau ersetzt, der die B703 in Richtung Dalkeith führt.
Die Newbattle Old Bridge überspannt den South Esk mit zwei ausgemauerten Spitzbögen, die so stark gedrückt sind, dass sie nahezu als Segmentbögen erscheinen. Die Fahrbahn ist asphaltiert und etwa drei Meter breit. Sie reicht bis zu den beidseitigen Brüstungen, die mittig mit Ausweichbuchten für Fußgänger gestaltet sind. Während diese an der Ostseite dreieckig ist, tritt sie an der Westseite halbrund heraus. Der Pfeiler ist mit ausgemauerten spitz hervortretenden Eisbrechern versehen. Zwei Wappenplatten an der Westseite wurden zwischenzeitlich abgenommen.